# Vaccinium epiphyticum
Vaccinium epiphyticum är en ljungväxtart som beskrevs av Elmer Drew Merrill. Vaccinium epiphyticum ingår i Blåbärssläktet, och familjen ljungväxter. Inga underarter finns listade i Catalogue of Life.